# Gősfa, Zala
Gősfa  este un sat în districtul Zalaegerszeg, județul Zala, Ungaria, având o populație de 311 locuitori (2011). 

## Demografie
Componența etnică a satului Gősfa
     Maghiari (100%)
Componența confesională a satului Gősfa
     Romano-catolici (84,89%)
     Fără religie (3,54%)
     Reformați (1,93%)
     Necunoscută (9,65%)
Conform recensământului din 2011, satul Gősfa avea 311 locuitori. Din punct de vedere etnic, majoritatea locuitorilor (100,0%) erau maghiari.  Din punct de vedere confesional, majoritatea locuitorilor (84,89%) erau romano-catolici, existând și minorități de persoane fără religie (3,54%) și reformați (1,93%). Pentru 9,65% din locuitori nu este cunoscută apartenența confesională.